# Ali Sabri

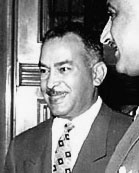
Ali Sabri

Ali Sabri oder auch Aly Sabry (arabisch علي صبري, DMG ʿAlī Ṣabrī; * 30. August 1920; † 3. August 1991 in Kairo) war ein ägyptischer Premierminister.

## Biografie
Sabri absolvierte eine militärische Ausbildung und nahm bereits 1952 bei der Revolution der Gruppe der „Freien Offiziere“ gegen König Faruq eine aktive Rolle ein. Trotzdem gehörte er nicht zu den aus zwölf Mitgliedern aus den Reihen der Freien Offiziere bestehenden Revolutionären Kommandorates, der nach dem Sturz von König Faruq und dessen Gang ins Exil im Juli 1952 die Macht übernahm.
Als enger Verbündeter von Gamal Abdel Nasser wurde er 1962 von Nasser zu seinem Nachfolger als Premierminister ernannt und übte dieses Amt bis 1965 aus. Nachfolger als Premierminister wurde Vizepräsident Zakaria Mohieddin, Sabri wurde zum Vizepräsidenten Ägyptens (bis 1968) und zum Generalsekretär der Arabischen Sozialistischen Union, der einzigen unter Nasser zugelassenen Partei, berufen.
Im Oktober 1970 wurde er unter Anwar as-Sadat, dem Nachfolger Nassers als Präsident, erneut zum Vizepräsidenten ernannt. Allerdings wurde er bereits im Mai 1971 von diesem Amt abgesetzt, weil ihm die Verschwörung zum Staatsstreich und Sturz von Sadat vorgeworfen wurde. In dem darauffolgenden Prozess wurde er zunächst im Dezember 1971 zum Tode verurteilt. Allerdings erfolgte später die Abmilderung der Strafe zu lebenslanger Haft durch Sadat, der ihm schließlich 1981, wenige Zeit vor seiner Ermordung, die Begnadigung aussprach.